# 美能達SR接環
美能達SR接環 是由相機品牌商美能達於1958年所推出的刺刀式三爪單眼相機接環，當中幾經SR、MC、MD等新技術加入等時期推演，直到1985年才由Minolta AF自動對焦單眼系統取代其位階。

## 系統概述
SR接環的設計，是為了美能達的單眼相機用戶，能夠交換鏡頭所做的設計機構，在1958年所推出美能達SR-2相機同時，便向市場宣布SR接環，將成為旗下35mm單眼相機的標準接環。當然歷經廿七年的更迭當中，有出現了幾個不同時期的改良：

### SR時期
SR - 1958-1966年；在這個時期有部分的鏡頭，採取機械連動的自動光圈設計，因此會標記為AUTO ROKKOR，手動光圈則標記是ROKKOR。做為整個系列率先登場的美能達SR-2單眼相機，是完全沒有任何測光功能的機種，直到1962年所推出的SR-7之後，才開始內建CdS光敏電阻作為測光的訊號來源,而同期的美能達SR-1或是美能達SR-3，測光則需要外掛的選購配備，才能擁有測光能力。

### MC時期
MC - 1966-1977年；MC為 Meter Coupled 連動曝光的字首縮寫，1966年領先世界各品牌，發表首部同時擁有鏡後測光TTL及自動曝光的美能達SR-T101，因此機身同時獲得兩個加權數值的測光計量，拍照前就能在觀景窗得知曝光數值、光圈數據，讓使用者獲得更準確的曝光。而這個時期所推出的鏡頭，最大的差異就在於鏡後端有光圈連動元件，機身透過這個元件和鏡頭進行連動，景深預覽的功能，也在這個時期得以實現。而循著上述三種特性，稍晚發表的美能達X-1及美能達XE，進一步實現光圈優先的曝光模式，到這個時期的單眼相機使用者，已經能以景深為目的，做為攝影美感的選項之一。

### MD時期
MD - 1977-2001年；以MC為基礎的設計，專為XD系列機身所研發的鏡頭，可以看到明顯的差異，來自於後方加入一根連動桿，得以實現最小光圈優先（A模式）及程式預設模式（P模式）的攝影表現方式，大幅提高膠捲攝影的成功率，與今日的數位單眼能力非常接近，而這個時期最為聞名的X700相機，則是在1971年發表，迄今仍是底片使用者的愛好機種，如：日本攝影家兼導演蜷川実花

### MD X-600時期
MD X-600 - 拜電子技術進步所賜，1984年美能達發表的美能達X600單眼相機，大幅簡化操作介面，透過先進的電子訊號處理的方式，取消觀景窗內的鏡頭數值標示，改讓觀景窗內有三個LED燈號，得以確認曝光和程式預設模式（P模式），完成對焦也能送出確認的LED燈號，因此X600機身也標示著SF銘牌（Speed Focus），次年，美能達發表全新ALPHA系列，SR接環無限期終止研發，隨即走入歷史。

## 接環規格
- 接環形式：刺刀式
- 接環直徑：45 mm
- 接環法蘭距：43.5 mm